# Spongipellis caseosus
Spongipellis caseosus är en svampart som först beskrevs av Narcisse Theophile Patouillard, och fick sitt nu gällande namn av Leif Ryvarden 1983. Spongipellis caseosus ingår i släktet Spongipellis och familjen Polyporaceae.   Inga underarter finns listade i Catalogue of Life.